# Landkreis Gunzenhausen

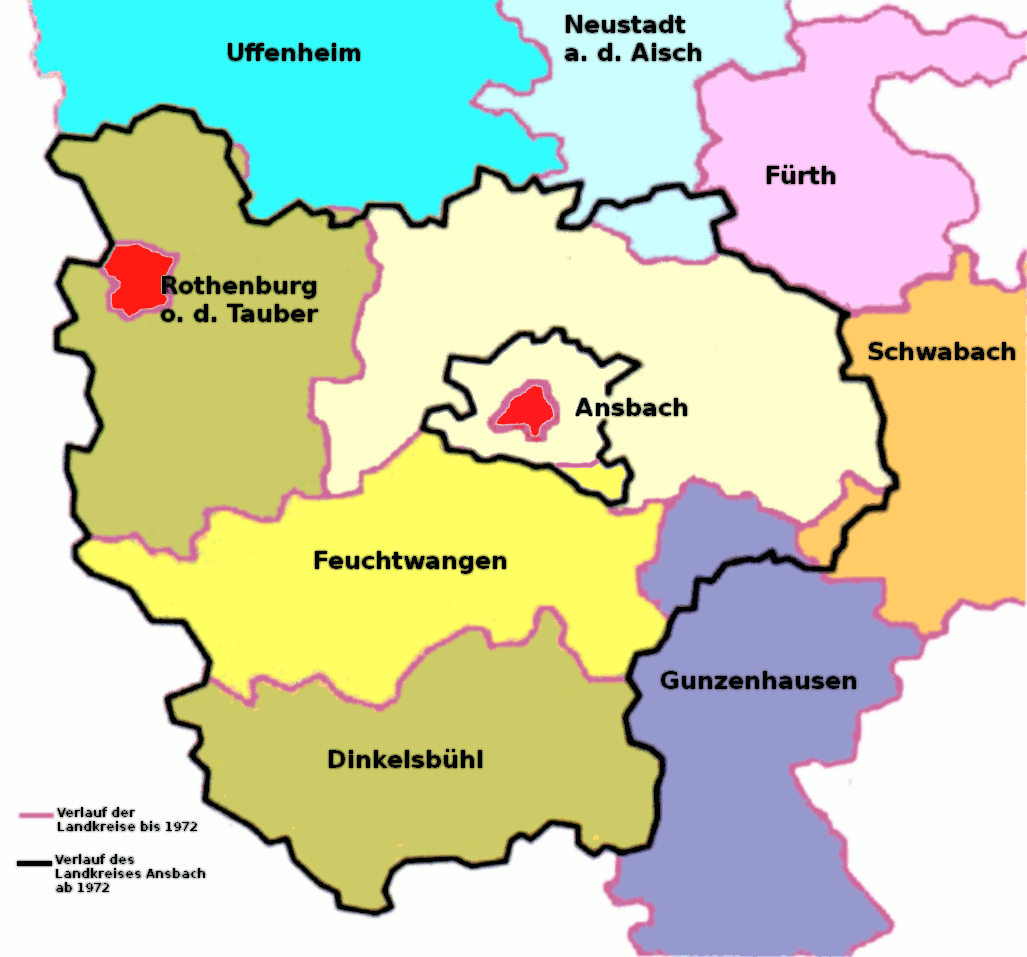
Lage der Teilgebiete des Landkreises Gunzenhausen im heutigen Landkreis Ansbach

Der Landkreis Gunzenhausen gehörte zum bayerischen Regierungsbezirk Mittelfranken. Vor dem Beginn der bayerischen Gebietsreform am Anfang der 1970er Jahre umfasste der Landkreis 65 Gemeinden.

## Geographie

### Wichtige Orte
Die einwohnerstärksten Gemeinden waren Gunzenhausen, Merkendorf, Wolframs-Eschenbach und Markt Berolzheim.

### Nachbarkreise
Der Landkreis grenzte 1972 im Uhrzeigersinn im Norden beginnend an die Landkreise Ansbach, Schwabach, Weißenburg in Bayern, Donauwörth, Nördlingen, Dinkelsbühl und Feuchtwangen.

## Geschichte

### Landgericht
Das Gebiet des späteren Landkreises Gunzenhausen kam erst Anfang des 19. Jahrhunderts zu Bayern. Nach Gründung des Königreichs Bayern im Jahre 1806 wurde für den jungen Staat eine völlig neue Verwaltungsstruktur aufgebaut. Im Zuge dieser Verwaltungsgliederung Bayerns wurden 1808 die Landgerichte Gunzenhausen und Heidenheim eingerichtet, die zunächst zum Altmühlkreis, ab 1810 zum Oberdonaukreis und ab 1817 zum Rezatkreis gehörten, der 1838 in Mittelfranken umbenannt wurde.

### Bezirksamt
Das Bezirksamt Gunzenhausen wurde im Jahr 1862 durch den Zusammenschluss der Landgerichte älterer Ordnung Gunzenhausen und Heidenheim gebildet.
Anlässlich der Reform des Zuschnitts der bayerischen Bezirksämter erhielt das Bezirksamt Gunzenhausen am 1. Januar 1880 vier Gemeinden des aufgelösten Bezirksamts Heilsbronn und die Gemeinde Fünfbronn des Bezirksamtes Schwabach.

### Landkreis
Am 1. Januar 1939 wurde im Deutschen Reich die einheitliche Bezeichnung Landkreis eingeführt. So wurde aus dem Bezirksamt der Landkreis Gunzenhausen.
Am 1. Juli 1972 wurde der Landkreis Gunzenhausen im Zuge der Gebietsreform in Bayern aufgelöst:
- Die Gemeinden Biederbach, Gerbersdorf, Heglau, Hirschlach, Ismannsdorf, Merkendorf, Mitteleschenbach, Reutern, Selgenstadt und Wolframs-Eschenbach kamen zum Landkreis Ansbach.
- Die Gemeinde Steinhart kam zum Landkreis Donau-Ries im Regierungsbezirk Schwaben.
- Die Gemeinden Enderndorf und Fünfbronn kamen zum Landkreis Roth.
- Alle übrigen Gemeinden kamen zum Landkreis Weißenburg-Gunzenhausen, der bis zum 1. Mai 1973 Landkreis Weißenburg i. Bay. hieß.[6]

## Einwohnerentwicklung
| Jahr | Einwohner | Quelle |
| ---- | --------- | ------ |
| 1864 | 28.152    | [ 7 ]  |
| 1885 | 32.582    | [ 8 ]  |
| 1900 | 31.798    | [ 9 ]  |
| 1910 | 32.602    | [ 9 ]  |
| 1925 | 32.260    | [ 10 ] |
| 1939 | 31.211    | [ 11 ] |
| 1950 | 45.854    | [ 12 ] |
| 1960 | 38.800    | [ 13 ] |
| 1971 | 40.100    | [ 14 ] |

## Gemeinden
Kursiv gesetzte Orte sind noch heute selbständige Gemeinden. Bei heute nicht mehr selbständigen Orten ist vermerkt, zu welcher Gemeinde sie heute gehören. Die meisten Gemeinden des ehemaligen Landkreises gehören heute zum Landkreis Weißenburg-Gunzenhausen, andernfalls ist es ebenfalls vermerkt.

Landkreis Gunzenhausen, Gemeindegrenzenkarte von 1961

| Städte 1. Gunzenhausen 2. Merkendorf (Landkreis Ansbach) 3. Wolframs-Eschenbach (Landkreis Ansbach) Märkte 1. Absberg 2. Gnotzheim 3. Heidenheim 4. Markt Berolzheim | Weitere Gemeinden 1. Aha (Gunzenhausen) 2. Altenmuhr (Muhr am See) 3. Auernheim (Treuchtlingen) 4. Biederbach (Wolframs-Eschenbach, Landkreis Ansbach) 5. Büchelberg (Gunzenhausen) 6. Cronheim (Gunzenhausen) 7. Degersheim (Heidenheim) 8. Dittenheim 9. Döckingen (Polsingen) 10. Dornhausen (Theilenhofen) 11. Eichenberg (Haundorf) 12. Enderndorf (Spalt, Landkreis Roth) 13. Frickenfelden (Gunzenhausen) 14. Fünfbronn (Spalt, Landkreis Roth) 15. Gerbersdorf (Merkendorf, Landkreis Ansbach) 16. Gräfensteinberg (Haundorf) 17. Haundorf 18. Hechlingen (Heidenheim) 19. Heglau (Merkendorf, Landkreis Ansbach) 20. Hirschlach (Merkendorf, Landkreis Ansbach) 21. Hohentrüdingen (Heidenheim) 22. Hüssingen (Westheim) 23. Ismannsdorf (Windsbach, Landkreis Ansbach) 24. Kalbensteinberg (Absberg) 25. Kurzenaltheim (Meinheim) 26. Laubenzedel (Gunzenhausen) 27. Meinheim 28. Mitteleschenbach (Landkreis Ansbach) 29. Neuenmuhr (Muhr am See) 30. Nordstetten (Gunzenhausen) 31. Oberasbach (Gunzenhausen) 32. Obererlbach (Haundorf) 33. Ostheim (Westheim) 34. Pflaumfeld (Gunzenhausen) 35. Pfofeld 36. Polsingen 37. Reutern (Wolframs-Eschenbach, Landkreis Ansbach) 38. Sammenheim (Dittenheim) 39. Sausenhofen (Dittenheim) 40. Schlungenhof (Gunzenhausen) 41. Selgenstadt (Wolframs-Eschenbach, Landkreis Ansbach) 42. Spielberg (Gnotzheim) 43. Steinhart (Hainsfarth, Landkreis Donau-Ries) 44. Stetten (Gunzenhausen) 45. Streudorf (Gunzenhausen) 46. Thannhausen (Pfofeld) 47. Theilenhofen 48. Trendel (Polsingen) 49. Unterasbach (Gunzenhausen) 50. Unterwurmbach (Gunzenhausen) 51. Ursheim (Polsingen) 52. Wachstein (Theilenhofen) 53. Wald (Gunzenhausen) 54. Westheim 55. Wettelsheim (Treuchtlingen) 56. Windischhausen (Treuchtlingen) 57. Windsfeld (Dittenheim) 58. Wolfsbronn (Meinheim) |

## Bezirksamtmänner/-oberamtmänner bis 1938, Landräte ab 1939
| Von  | Bis  | Name                | Partei    | Anmerkung                                                             |
| ---- | ---- | ------------------- | --------- | --------------------------------------------------------------------- |
| 1910 | 1920 | Robert Rauck        |           | Bezirksamtsvorstand                                                   |
| 1920 | 1923 | Friedrich Tenner    |           | Bezirksamtsvorstand                                                   |
| 1925 | 1942 | Karl Weinmayer      | NSDAP     |                                                                       |
| 1934 | 1935 | Ludwig Schultze     | NSDAP     | Er vertrat Karl Weinmayer während dessen Abordnungen                  |
| 1941 | 1944 | Richard Heinz       | NSDAP     | Er vertrat Karl Weinmayer während dessen Abordnungen                  |
| 1944 | 1945 | Hermann Herdeg      | NSDAP     | Er wurde im Mai 1945 seines Amtes enthoben                            |
| 1969 | 1972 | Karl Friedrich Zink | parteilos | Er wurde erster Landrat des neuen Landkreises Weißenburg-Gunzenhausen |

## Kfz-Kennzeichen
Am 1. Juli 1956 wurde dem Landkreis bei der Einführung der bis heute gültigen Kfz-Kennzeichen das Unterscheidungszeichen GUN zugewiesen. Es wurde bis zum 3. August 1974 ausgegeben. Seit dem 10. Juli 2013 ist es aufgrund der Kennzeichenliberalisierung im Landkreis Weißenburg-Gunzenhausen wieder erhältlich.